# 拉瓜伊拉州
拉瓜伊拉州（西班牙語：Estado La Guaira），2019年以前名為巴爾加斯州（西班牙語：Estado Vargas），是委內瑞拉北部的一個州，位於聯邦區以北，北臨加勒比海。面積1,496平方公里，2007年人口332,900人。首府拉瓜伊拉是首都加拉加斯的外港。1998年建州。下面只有一個自治市，即巴爾加斯市。